# عصب كتفي ظهراني
العصب الكتفي الظهراني هو فرع من الضفيرة العضدية، وعادةً ما يشتق من الفرع البطني للعصب العنقي الخامس (سي 5). يوفر التعصيب الحركي لكل من العضلة المعينية الكبيرة والعضلة المعينية الصغيرة والعضلة الرافعة للكتف.
قد تسبب متلازمة العصب الكتفي الظهراني الكتف المجنحة، وتترافق مع ألم ومحدودية الحركة.

## البنية

### المنشأ
ينشأ العصب الكتفي الظهراني من الضفيرة العضدية، عادةً من جذر الضفيرة (الفرع الأمامي البطناني) للعصب العنقي الخامس (سي 5).

### المسار
بمجرد أن يغادر العصب سي 5، عادةً ما يخترق العضلة الأخمعية الوسطى. يستمر عميقًا ويصل إلى العضلة الرافعة للكتف والعضلتين المعينيتين (الصغيرة العلوية ونحو الكبيرة).
يرافق العصب الشريان الكتفي الظهراني.

## الوظيفة
يوفر العصب الكتفي الظهراني التعصيب الحركي للعضلتين المعينيتين والعضلة الرافعة للكتف.

## الأهمية السريرية
بشكل عام، تتضح إصابة العصب الكتفي الظهراني عند الفحص عندما يكون لوح الكتف الموجود على الجانب المصاب أبعد عن خط الوسط من لوح الكتف غير المصاب. لا يكون المريض قادرًا على سحب كتفه إلى الخلف، كما هو الحال عندما يقف منتصبًا. لا تعد إصابة العصب الكتفي الظهراني المعزولة شائعة، لكن تقارير الحالة عادةً ما تتضمن إصابة في العضلات الأخمعية.
لا يتم تخدير العصب الكتفي الظهراني أثناء إحصار العصب فوق الترقوة عادةً. قد يسبب ذلك الألم بعد بعض العمليات الجراحية.

### متلازمة العصب الكتفي الظهراني
قد يكون سبب متلازمة العصب الكتفي الظهراني هو متلازمة الانضغاط العصبي. تعد الكتف المجنحة أكثر الأعراض شيوعًا. قد تسبب هذه المتلازمة ألمًا في الكتف بالإضافة إلى ضعف في كل من العضلة المعينية الكبيرة والعضلة المعينية الصغيرة والعضلة الرافعة للكتف، وقد يصبح نطاق حركة الكتف محدودًا. عادةً ما يكون العلاج تحفظيًا.